# Rabiusa
Die Rabiusa ([ʁɐˈbɪ̯ʊzɐ]ⓘ, rätoromanisch auch Rabiosa, d. h. 'die Tobende', im Safier Dialekt Rii, d. h. Rhein) ist ein 32 Kilometer langer Nebenfluss des Rheins.

## Geographie

### Verlauf
Der Bergfluss entspringt in den Nordhängen am Bärenhorn (2929 m ü. M.), wo der alte Saumweg von Safien über den Alpenpass Safierberg (2486 m ü. M.) nach Splügen führt, also im Grenzgebiet zum Bezirk Hinterrhein.
Die Rabiusa durchfliesst das waldreiche Safiental. Bei Safien-Platz fliesst der Carnusabach aus südöstlicher Richtung rechts in die Rabiusa. Das Walserdorf Safien-Platz ist die einzige Ortschaft direkt am Fluss.
In der unwegsamen Versamer Schlucht wird die Rabiusa von der Versamer Tobelbrücken überspannt und mündet auf einer Höhe von 618 m ü. M. in der Ruinaulta in den Vorderrhein.
Ihr etwa 33 km langer  Lauf endet ungefähr 1932 Höhenmeter unterhalb ihrer Quelle, sie hat somit ein mittleres Sohlgefälle von etwa 59 ‰.

### Einzugsgebiet
Das 138,23 km² grosse Einzugsgebiet der Rabiusa liegt in den Lepontinischen Alpen und wird durch sie über den Vorderrhein und den Rhein zur Nordsee entwässert.
Es grenzt
- im Osten und Süden an das Einzugsgebiet des Hinterrheins und
- im Westen an das des Glenners, der in den Vorderrhein mündet.

Das Einzugsgebiet besteht zu 27,4 % aus bestockter Fläche, zu 40,6 % aus Landwirtschaftsfläche, zu 1,0 % aus Siedlungsfläche und zu 31,1 % aus unproduktiven Flächen.
Die Flächenverteilung
Die mittlere Höhe des Einzugsgebietes beträgt 1921,9 m ü. M., die minimale Höhe liegt bei 619 m ü. M. und die maximale Höhe bei 3032 m ü. M.

### Zuflüsse
Der wichtigste Nebenfluss ist der Carnusbach.
| Name            | GKZ      | Lage   | Länge in km | EZG in km² | MQ in m³/s | Mündung Koordinaten           | Mündungshöhe in m | Bemerkungen                                 |
| --------------- | -------- | ------ | ----------- | ---------- | ---------- | ----------------------------- | ----------------- | ------------------------------------------- |
| Höllgrabenbach  | CH003413 | rechts | 002,1000    | 0003,140   |            | bei Z'Hinderscht, Thalkirch   | 1796,900000       | Gewässername von Flurbezeichnung abgeleitet |
| Wannatobelbach  | CH003412 | links0 | 003,6000    | 0003,250   | 0000,080   | bei Wanna, Thalkirch          | 1726,900000       | Gewässername von Flurbezeichnung abgeleitet |
| Bächertobelbach | CH003411 | links0 | 003,3000    | 0004,900   | 0000,120   | bei Bäch, Thalkirch           | 1500,900000       | Gewässername von Flurbezeichnung abgeleitet |
| Verdushornbach  | CH003409 | rechts | 002,1000    | 0003,360   |            | bei Under Camana, Thalkirch   | 1413,900000       | Gewässername von Flurbezeichnung abgeleitet |
| Safienbach      | CH003408 | links0 | 002,2000    | 0002,370   |            | bei Safien Platz              | 1295,200000       | Gewässername von Flurbezeichnung abgeleitet |
| Carnusbach      | CH000361 | rechts | 007,8000    | 0013,610   | 0000,340   | bei Safien Platz              | 1286,800000       | Alternativname: Carnusabach                 |
| Zalönbach       | CH003407 | links0 | 002,1000    | 0001,010   |            | bei Usser Zalön, Safien Platz | 1258,200000       | Gewässername von Flurbezeichnung abgeleitet |
| Rütitobelbach   | CH003406 | links0 | 002,6000    | 0002,710   |            | bei Rüti, Safien Platz        | 1218,100000       | Gewässername von Flurbezeichnung abgeleitet |
| Treuschbach     | CH003404 | links0 | 003,0000    | 0006,310   | 0000,130   | bei Neukirch, Safien Platz    | 1201,500000       |                                             |
| Tällibach       | CH003403 | links0 | 003,9000    | 0004,450   | 0000,100   | bei Tenna                     | 1147,300000       | Mündet in den Stausee Egschi                |
| Runggtobel      | CH003311 | links0 | 002,6000    | 0004,770   |            | bei Arezen, Versam            | 700,100000        | Gewässername von Flurbezeichnung abgeleitet |
| Rabiusa         |          |        | 033,3000    | 0138,230   | 0002,790   | in der Versamer Schlucht      | 61800000          | Mündet in den Vorderrhein                   |

Anmerkungen zur Tabelle
1. ↑  Von der Quelle zur Mündung. Daten von Swisstopo (map.geo.admin.ch)
2. ↑  Die Daten der Rabiusa zum Vergleich

## Hydrologie
Bei der Mündung der Rabiusa in den Vorderrhein beträgt ihre modellierte mittlere Abflussmenge (MQ) 2,79 m³/s. Ihr Abflussregimetyp ist nival alpin. und ihre Abflussvariabilität beträgt 18.

## Brücken

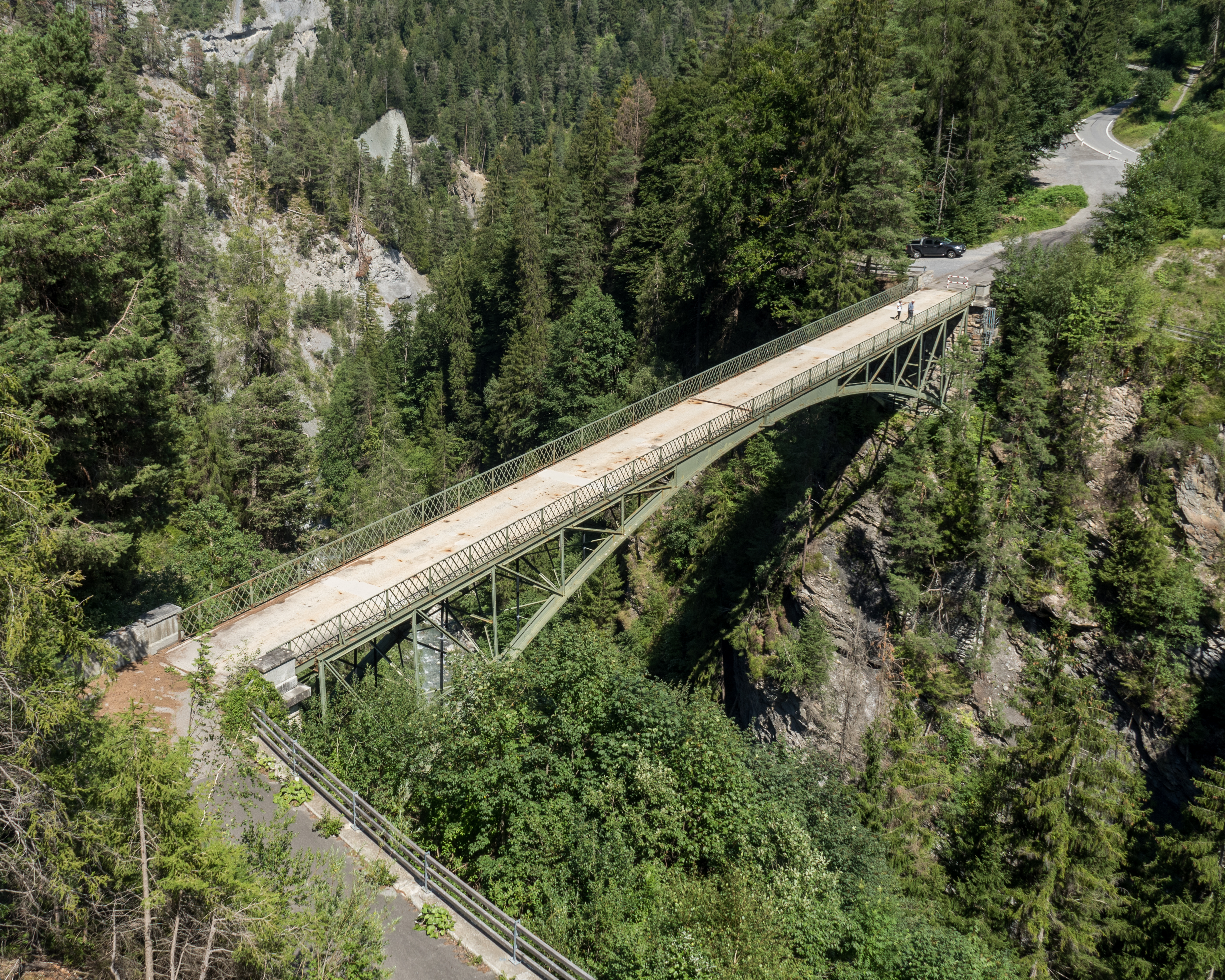
Alte Versamer Tobelbrücke (1897) über die Rabiusa, Bonaduz GR – Versam GR

Auf ihrem Weg wird die Rabiusa von 15 Übergängen überspannt: 9 Strassenbrücken, 5 Fussgängerstegen und dem Egschi Staumauer-Übergang.